# Hinrichtungsstätten am Wienerberg
Die Hinrichtungsstätten am Wienerberg im heutigen 10. Wiener Gemeindebezirk Favoriten waren das Hochgericht bei der Spinnerin am Kreuz und die nördlich davon, näher zur Stadt gelegene Richtstätte beim Räderkreuz. Diese Standorte lagen beide außerhalb der späteren Matzleinsdorfer Linie an der Neustädter Straße (heute Triester Straße).

## Hinrichtungsstätten in Wien
Im mittelalterlichen Wien gab es eine Anzahl von Richtstätten, unabhängig davon fanden Hinrichtungen zur Abschreckung manchmal auch direkt am Tatort statt. Zwei der am längsten für die Blutgerichtsbarkeit verwendeten Orte waren diejenigen am Wienerberg, hier wurden die Delinquenten durch Hängen, Verbrennen, Köpfen, Vierteilen und Rädern hingerichtet.
Der Wienerberg war wegen seiner exponierten Lage und der beherrschenden Höhe über Wien für die damalige Rechtspflege ein idealer Ort für ein Hochgericht, da dieses zum Zwecke der Abschreckung möglichst sichtbar und an einer Heerstraße errichtet werden sollte. Ob mit oder ohne Gehenkten war der Galgen ein deutliches Symbol obrigkeitlicher Macht und Gerechtigkeit.

## Hochgericht am Wienerberg
Eine präzise Lokalisierung ist trotz einiger bildlicher Darstellungen nicht möglich, doch hat es sich offenbar ein kurzes Stück südöstlich der Spinnerin am Kreuz befunden. Skelettfunde bei Bauarbeiten im Jahre 1927 südlich der heutigen Raxstraße wurden als Gräber von dort Hingerichteten identifiziert. Da diese Personen damals in unmittelbarer Nähe des Hinrichtungsortes verscharrt wurden, ist dieser zwischen dem Wasserturm Favoriten und den Siedlungsbauten hinter dem Haus Triester Straße 85 anzunehmen.

Beispiel eines Dreiseit-Galgens bei Irnfritz-Messern

Nach den erwähnten Bildern handelte es sich um einen „vierschläfrigen“ Galgen (auch Vierseitgalgen genannt), der sich auf einer mannshohen gemauerten Plattform, dem Rabenstein, befand. Die ebenfalls gemauerten Tragsäulen der Querbalken waren aus logischen Gründen mehr als mannshoch, so dass die Gesamthöhe des Baues 4 bis 5 m betragen haben dürfte. Die „Zwerchbäume“ (Querbalken) für die Seilschlingen waren 5 Klafter und 2 Schuh lang, was rund 10 m entspricht (1 Wiener Klafter war 1,80 m). Die Plattform des Sockels konnte durch einen mit einer Holztür verschlossenen inneren Aufstieg betreten werden. Die Galgenleiter bestand aus „2 Stamb zehenbaumbigen gehakhten Chörbamb.“
Der Galgen wurde von Zimmerleuten, Maurern und Schlossern aufgerichtet. Da im späten Mittelalter der Beruf des „Galgenzimmermannes“ nicht zu den ehrbaren gehörte, verlangten die Handwerker – um ihre Arbeit nicht allzu sehr als Gewerbe erscheinen zu lassen – statt Geld meistens eine besondere Kost. 1685 wird auf einer Abrechnung des Unterkammeramtes (der dafür zuständigen Finanzbehörde) vermerkt: „Sämtlichen Handwerk Purschen, so bey Neilliger Reparirung des Hochen Gerichts am Wiener Perg gearbeitet auf Wein und Prodt 16 fl“ (Gulden). Schon 1630 wurde den Handwerkern nach erfolgter Arbeit „wie von Alters her gebräuchlich vier Eimer wein zu ainem drunkh gegeben.“
Zur Anhebung der Reputation wurde den Handwerkern um die Mitte des 16. Jahrhunderts gestattet, eine feierliche Prozession während des Baues durchzuführen. Bei der Reparatur des 1529 durch die Türken beschädigten Galgens zogen im Jahre 1531 insgesamt 163 Personen zum Hochgericht, angeführt vom Unterrichter des Wiener Ratsgremiums, der beim Berühren des Galgenstrickes die Formel „pro nobis et successoribus“ (für uns und die Nachfolgenden) zu sprechen hatte.

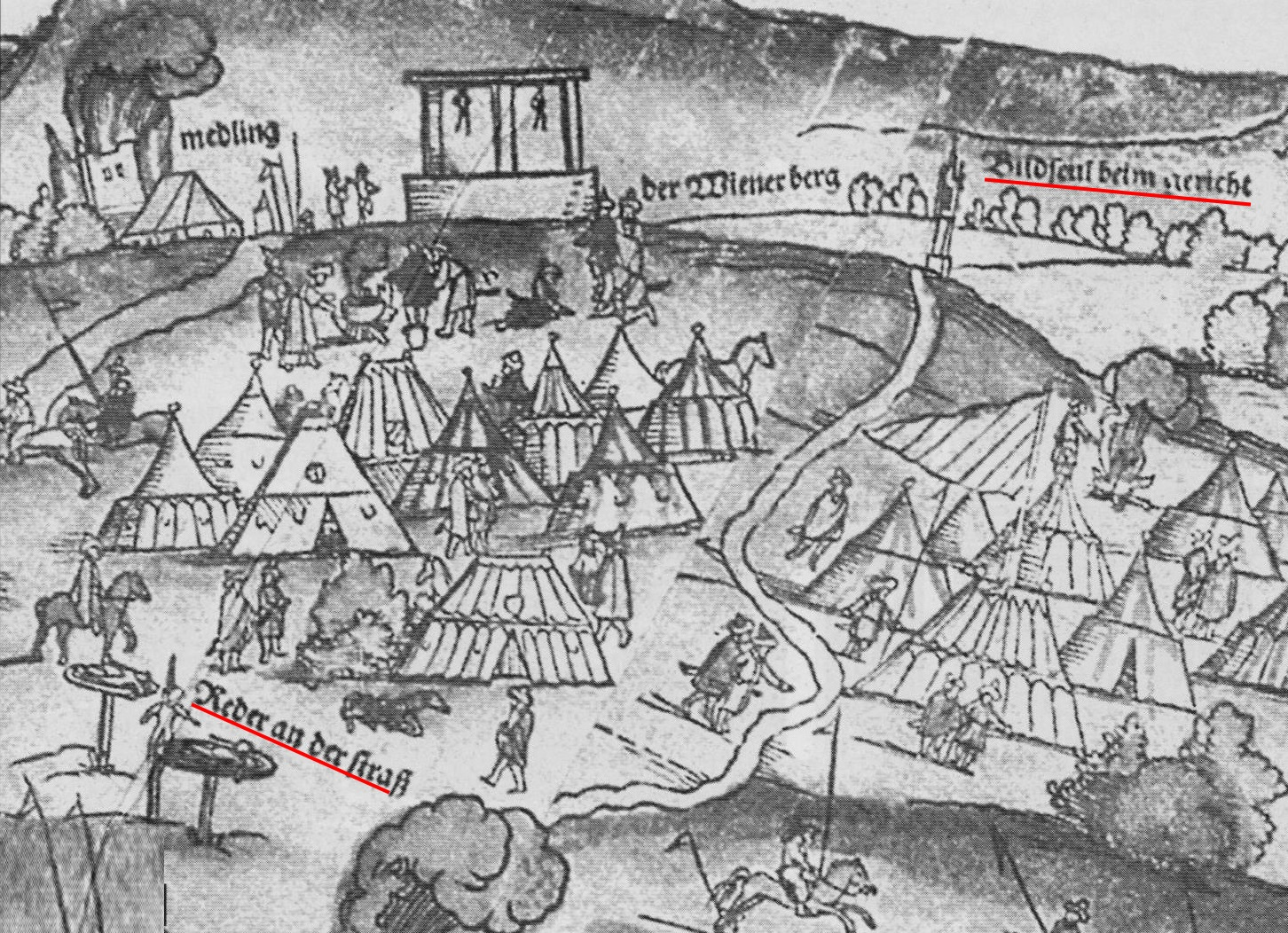
Wienerberg mit Bildseul (Spinnerin am Kreuz), links davon Hochgericht, links unten Reder an der straß; Vedute von Meldemann 1529

Eine Erwähnung in einer Chronik von Jahre 1311 lässt offen, ob dieses Hochgericht oder das beim Räderkreuz gemeint ist (siehe nächstes Kapitel), es dürfte allerdings viel früher errichtet worden sein. Das Stadtrecht Wiens von 1296 durch Albrecht I. (1255–1308) begrenzt den Burgfrieden „bis an das Ziel, da der stat gerichte hin get, als es von alter gewonheit herchomen ist“. Das könnte bedeuten, dass vermutlich schon unter den Babenbergern dort das Hochgericht bestand. 1372 steht der „galigen“ als Ortsangabe in einem Kaufbrief des Propstes von St. Stephan in Wien über Getreidezehent am Wienerberg.
Erstmals auf einer bildlichen Darstellung sind das Hochgericht am Wienerberg und die Spinnerin am Kreuz zusammen mit dem Reder an der straß (siehe nächstes Kapitel) auf einer Rundansicht der Stadt Wien zu sehen, die Nikolaus Meldemann 1529 anlässlich der ersten Türkenbelagerung anfertigte. Die Richtstätte wird mit zwei aufgestellten Rädern  mit je einem Delinquenten darauf und einem Gepfählten daneben dargestellt.
Im Jahr 1747 wurde auf Befehl von Maria Theresia der Galgenplatz am Wienerberg aufgelassen. Angeblich soll sie den Anblick der dort hängenden Leichen auf ihrer Fahrt nach Schloss Laxenburg zu sehr entsetzt haben. Das Hochgericht wurde dann auf den Rabenstein in der Rossau versetzt. In einer Registratur-Aufzeichnung vom 5. Juli 1747 wurde dazu vermerkt: „Die Hochgerichte am Wienerberg sollen abgethan und keines nächst daselbst erbaut werden.“
Davon war auch die Richtstätte beim Räderkreuz betroffen.
An diesem Galgen wurden in der Zeit seiner Verwendung fast ausschließlich Diebe und Einbrecher gehenkt, die schwereren Verbrechen wurden an der Räderkreuz-Richtstätte gesühnt. Die letzte dokumentierte Hinrichtung fand am 23. März 1747 an den beiden Dieben Anton Lackomy und Johann Spet statt: „[…] auff dem Wienner-Berg mit dem Strang vom Leben zum Tod hingerichtet.“
Nachdem das Galgengerüst abgebrochen worden war, erinnerte bald nur mehr der Flurname „Galgenheide“ bis zu seiner endgültigen Verbauung an diesen Ort.

## Richtstätten beim Räderkreuz

### Reder an der straß

Mariensäule (Räderkreuz); Fotografie von 1868 (vor dem Abbruch)

Auch bei dieser Reder an der straß genannten Richtstätte liegt die Entstehungsgeschichte im Dunkeln, die ersten dort vorgenommenen Hinrichtungen mit Schwert und Rad sind in keinen Quellen verzeichnet. Sie lag östlich der damals so genannten Neustädter Poststraße, der heutigen Triester Straße, auf Höhe der Davidgasse. Eine bildliche Darstellung befindet sich auf der oben erwähnten Meldemann-Vedute.
Eine daneben aufgestellte Mariensäule wurde 1372 als „Chrewz, das do steht auf dem Wienerperg bey dem Galgen“ erwähnt, welches 1452 renoviert und seit 1458 als Räder-, Röder- oder Rötherkreucz, auch als Pinterkreuz, bezeichnet. Renovierungen fanden auch in den Jahren 1611 und 1704 statt, wie Inschriften auf der Säule bezeugten. Sie war etwa 2,50 m hoch, von einer Pietà gekrönt und diente als letzte Andacht für den Delinquenten. 1839 beschrieb sie Adolf Anton Schmidl in seinem Werk Wien’s Umgebungen auf zwanzig Stunden im Umkreise, III. Band, allerdings mit falschen Jahreszahlen (er hatte die Angaben auf der Säule falsch interpretiert):
„Noch ehe man die Höhe [des Wienerbergs] erreicht, bemerkt man links an der Straße eine kleine Erhöhung, auf welcher eine steinerne Mariensäule steht, 1611 errichtet, 1704 erneuert. Mehrere daneben befindliche Grabhügel bezeichnen den Platz als die Wiener Richtstätte. Der Hügel heißt daher auch ‚Armensünderhügel‘, die Statue das ‚Räderkreuz‘.“
Ob die Hinrichtung des Wiener Aufrührers Johann Stadlawer (Johann von Stadlau) im Jahre 1311, bei welcher der Delinquent „einem Pferd an den Schweiff gebunden, vor die Stadt hinausgeschleiffet, und mit dem Rad hingerichtet“ worden war, dort stattfand, ist nicht sicher. Eine ebenso durchgeführte Hinrichtung im Jahre 1462 wurde zwar wegen der Kosten vom Unterkammeramt genau festgehalten, aber auch hier war die Ortsangabe unsicher.
Im Jahr 1708 wurde hier erstmals die Hinrichtung einer Frau dokumentiert, nämlich einer 36 Jahre alten Kindesmörderin, „beym Rötherkreuz Kopf und die rechte Hand auf das Rad“.
Mit dem Dekret Maria Theresias vom 5. Juli 1747 wurde nebst dem Hochgericht am Wienerberg auch diese Richtstätte abgetan, das Räderkreuz blieb jedoch bestehen.

### DerNeue Wiener Galgen
Im Februar 1802 kaufte der Wiener Bürger Josef Raymund ein Grundstück der Matzleinsdorfer Viehweide an der Neustädter Poststraße und baute dort einen Ziegelofen. Dieser stand östlich einer Erhebung, genannt Armer Sünder Hügel mit der erhalten gebliebenen steinernen Mariensäule, dem alten Räderkreuz. In unmittelbarer Nähe, also fast genau an der Stelle des auf Befehl von Maria Theresia 1747 entfernten Reder an der straß, wurde 1804 der Neue Wiener Galgen errichtet. Der Raymund'sche Ziegelofen diente dann als Quartier für die Soldaten, die bei einer Hinrichtung für Ordnung zu sorgen hatten. Der Richtplatz samt Friedhof und Mariensäule war mit einem versperrbaren Zaun umgeben. Die Hingerichteten mussten noch am selben Tage vom Galgen genommen und daneben verscharrt, das Strafgerüst ebenfalls sofort abgebrochen werden. Der Galgenfriedhof diente auch als Begräbnisstätte für Selbstmörder. Heute ist dieser Platz im Bereich der Straßenfront des Hauses Triester Straße 127.
Auf Drängen der Rossauer Einwohner, unterstützt von ihrem Grundherren Fürst Moritz von Liechtenstein, wurde der Richtplatz wieder auf den Wienerberg zurückverlegt. Die erste Hinrichtung nach der Rückversetzung des Galgens erfolgte hier am 16. Mai 1805. Zwischen 1850 und 1868 fanden hier alle öffentlichen Hinrichtungen von Wien statt. Ihr letztes Gebet verrichteten die Verurteilten an der Matzleinsdorfer Linienkapelle. Der letzte hier Hingerichtete war am 30. Mai 1868 der Tischlergehilfe Georg Ratkay, der am 11. Jänner 1868 seine Quartiergeberin mit dem Hobel erschlagen hatte.
Das Räderkreuz musste 1868 von seinem alten Platz entfernt werden, da die Neutrassierung der Triester Straße dies erforderte, die Säule hätte dann nämlich mitten auf der Fahrbahn gestanden. Der Magistrat der Stadt Wien fragte deshalb beim Erzbischöflichen Konsistorium an, ob dagegen ein Einwand bestehe und ob das Konsistorium eine andere Verwendung für die Säule habe. Die Antwort war zustimmend zum Abbruch und negativ zur Weiterverwendung. Das schon stark desolate Räderkreuz wurde abgebaut, der weitere Verbleib ist nicht mehr feststellbar. Eine spätere Vermutung, es könnte in der Wiedner Hauptstraße bei der (im Volksmund „Rauchfangkehrerkirche“ genannten) Florianikirche aufgestellt worden sein, erwies sich als Irrtum.
Zwei Hinrichtungen am Neuen Wiener Galgen stießen auf besonderes Interesse der Schaulustigen:
- Am 16. März 1809 wurde Theresia Kandl wegen Gattenmordes erhängt. Die nach zeitgenössischen Berichten sehr hübsche junge Frau aus Atzgersdorf hatte am 30. Oktober 1808 den Fragner (Händler) Matthias Kandl geheiratet, aber schon nach 14 Tagen kam es zu Streitigkeiten. Theresia beschloss, ihren Mann zu ermorden und zu ihrem ehemaligen Liebhaber zurückzukehren. Sie erschlug den Schlafenden mit mehreren Beilhieben, zog ihm das blutige Gewand aus und trug die Leiche in einer Butte (Rückenkorb) möglichst weit weg. Aus Dummheit oder Geiz behielt sie die Kleider und das blutige Bettzeug, wurde rasch überführt und zum Tod durch den Strang verurteilt. Da sie die erste in Wien gehängte Frau, dazu noch jung und schön war, kamen tausende Schaulustige zur Exekution. Die Kandlkapelle in ihrem Geburtsort, heute in die Umzäunung des Stadtparks Atzgersdorf in der Breitenfurter Straße integriert, erinnert noch jetzt an diese Untat.[16]
- Am 30. August 1827 erfolgte die Hinrichtung von Severin von Jaroszynski wegen Raubmordes. Der podolische Kreismarschall und falsche Graf hatte sich wegen seines aufwändigen Lebenswandels verschuldet und anvertraute Gelder unterschlagen. Mit der Ermordung und Beraubung seines ehemaligen Lehrers Johann Conrad Blank wollte er sich sanieren, machte sich aber schnell verdächtig, wurde verhaftet und verurteilt. Da auch die bekannte Wiener Schauspielerin Therese Krones zu seinen zahlreichen Frauenbekanntschaften zählte, war der Publikumsandrang beim „Neuen Galgen“ enorm (Adolf Bäuerle schrieb in seinem Roman Therese Krones von rund 200.000 Personen, allerdings eine unbewiesene Behauptung).[16]